# 임모탈: 불멸의 전사
《임모탈: 불멸의 전사》(태국어: จอมขมังเวทย์ 2020)는 태국에서 제작된 삐야빤 추펫츠 감독의 2019년 판타지 액션 영화이이다. 2019년 11월 14일 태국 방콕에서 상영되었다.

## 출연

### 주연
- 마크 프린 수파라트 - 빈 역
- 치차 아마타야쿨 - 툰 역

### 조연
- 오라완 부니티파이싯
- 찻차이 플렝파닛 - 네크로맨서 역
- 쿤티차 아이움수모링
- 아카라 아마타야쿨